# Лагарькова, Мария Андреевна
Мари́я Андре́евна Лагарько́ва (род. 26 ноября 1966, Москва) — российский учёный-биохимик, специалист в области молекулярной генетики и иммунологии, доктор биологических наук (2010), профессор (2013), профессор РАН и член-корреспондент РАН (2016). Заведующая кафедрой иммунологии МГУ имени М. В. Ломоносова (2021).

## Биография
Родилась в 1966 году в Москве, отец — физик, академик РАН А. Н. Лагарьков, мать Ольга Валерьевна Чкалова, инженер, кандидат технических наук — дочь лётчика В. П. Чкалова.
В 1990 году окончила биологический факультет МГУ. В 1995 году М. А. Лагарькова защитила кандидатскую диссертацию по теме: «Новые подходы к изучению петельной организации хромосом», в 2010 году — докторскую диссертацию на теме: «Молекулярная характеристика и генетические особенности плюрипотентных клеток человека и их производных». В 2013 году присвоено учёное звание — профессор.
С 2010 года М. А. Лагарькова — заведующая лабораторией генетики развития отдела генетических основ клеточных технологий Института общей генетики имени Н. И. Вавилова РАН. С 2017 года — заведующая лабораторией клеточной биологии Федерального научно-клинического центра Физико-химической медицины Федерального медико-биологического агентства России.
С 2013 года М. А. Лагарькова — профессор, с 2021 г заведующий кафедры иммунологии биологического факультета Московского университета, читает курс лекций по эпигенетике стволовой клетки. Также М. А. Лагарькова — профессор кафедры молекулярной и трансляционной
медицины и кафедры биоинформатики и системной биологии Московского физико-технического института, читает курс лекций по клеточной биологии. В качестве приглашённого учёного занималась программой «Репрограммирование соматических клеток» в Казанском федеральном университете.
15 января 2016 года М. А. Лагарьковой присвоено звание профессора РАН, а 28 октября 2016 года она была избрана членом-корреспондентом РАН и членом бюро Отделения медицинских наук РАН по
секции медико-биологических наук. М. А. Лагарькова является членом учёных советов Института общей генетики имени Н. И. Вавилова РАН и Федерального научно-клинического центра Физико-химической медицины ФМБА России. С 2018 года — член диссертационного совета Московского университета. С 2021 года — Генеральный директор Федерального научно-клинического центра Физико-химической медицины им. Ю. М. Лопухина ФМБА России

## Научные достижения
- Была создана коллекция линий плюрипотентных стволовых клеток человека (ПСК). В том числе получены и доступны для исследований линии ПСК, поддерживающиеся в культуральной среде с полностью охарактеризованными компонентами, такие линии ПСК могут потенциально использоваться в регенеративной медицине;
- Были изучены и исследованы эпигенетические характеристики плюрипотентных стволовых клеток, в частности — изменение статуса метилирования ДНК в процессах репрограммирования и дифференцировки, охарактеризован статус инактивации Х-хромосомы в плюрипотентных стволовых клетках;
- Были разработаны протоколы направленной дифференцировки плюрипотентных стволовых клеток в эндотелий, кардиомиоциты, клетки сетчатки глаза, нейроны и гемопоэтические клетки.